# Rouleau illustré de la butte du Shōgun
Le Rouleau illustré de la butte du Shōgun (将軍塚絵巻, Shōgun-zuka emaki) ou Rouleau illustré de la fondation de la butte du Shōgun (将軍塚縁起絵巻, Shōgun-zuka engi emaki), est un emaki (rouleau illustré) japonais datant du début de l’époque de Kamakura. Classé bien culturel important au Japon, il appartient au Kōzan-ji, un temple bouddhiste situé à Kyoto.

## Art desemaki
Apparu au Japon grâce aux échanges avec l’Empire chinois, l’art de l'emaki se diffusa largement auprès de l’aristocratie à l’époque de Heian (794–1185). Un emaki se compose d’un ou plusieurs longs rouleaux de papier narrant une histoire au moyen de textes et de peintures de style yamato-e. Le lecteur découvre le récit en déroulant progressivement les rouleaux avec une main tout en le ré-enroulant avec l’autre main, de droite à gauche (selon le sens d’écriture du japonais), de sorte que seule une portion de texte ou d’image d’une soixantaine de centimètres est visible. La narration suppose un enchaînement de scènes dont le rythme, la composition et les transitions relèvent entièrement de la sensibilité et de la technique de l’artiste. Les thèmes des récits étaient très variés : illustrations de romans, de chroniques historiques, de textes religieux, de biographies de personnages célèbres, d’anecdotes humoristiques ou fantastiques,…

## Description

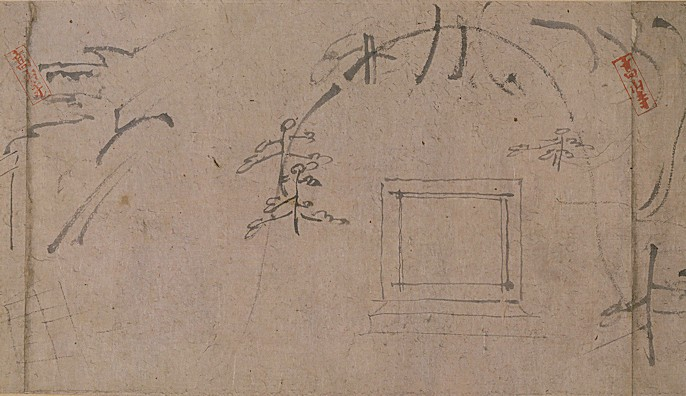
Partie de la peinture montrant la butte du shogun.

Le rouleau mesure 38 cm de hauteur pour 380 cm de longueur. Il ne contient pas de texte, mais les peintures illustrent les origines de la butte du Shōgun (Shōgun-zuka), située au sommet du mont Higashi (Higashi-yama) qui surplombe Kyoto. Cette butte a été érigée vers 794 et une statue en argile d’un général (shōgun) de huit shaku (environ 2,4 mètres) y a été enfouie sous l’impulsion de l’empereur Kanmu, dont la fonction était de protéger la nouvelle capitale Heian-kyō (ancien nom de Kyoto) située en contrebas. D’après la légende, c’est de cet endroit que Kanmu décida du lieu de la nouvelle capitale.
Les scènes du rouleau montrent des ouvriers transportant du sable et de la terre pour ériger la butte, ainsi que la statue du shogun en armes,. Les caractéristiques de la statue dans l’emaki font référence à Sakanoue no Tamuramaro, un shogun de l’époque de Heian, même si la statue originelle pouvait aussi avoir représenté la divinité Daishōgun. Ces peintures sont exécutées avec la méthode hakubyō, c’est-à-dire uniquement à l’encre de Chine sur papier nu, sans couleur. Le trait est libre et peu détaillé, présentant notamment des courbes audacieuses et expressives peu répandues dans l’art des emaki,. Stylistiquement, le trait est proche du dernier rouleau du Chōjū-giga, un autre emaki de style hakubyō créé au Kōzan-ji, mais avec des courbes plus arrondies et un rendu plus rugueux.

## Historique

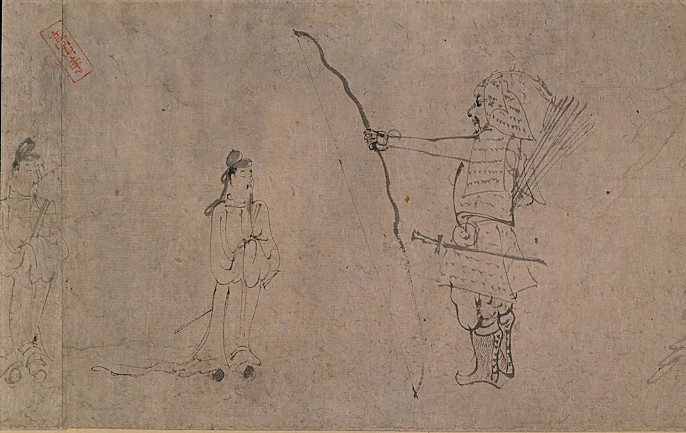
Inpection de la statue du shogun en armes et armure.

L’œuvre est datée approximativement du début de l’époque de Kamakura, au début du XIIIe siècle,. L’auteur du rouleau est inconnu, mais son style proche du Chōjū-giga suggère que le Rouleau illustré de la tombe du Shōgun provient du même atelier. Ce groupe de rouleau de style hakubyō a été étudié par des historiens de l’art qui y voient un possible influence sur la peinture sumi-e de l’époque de Muromachi.
L’emaki est classé bien culturel important depuis 1900. Il a été exposé temporairement au musée national de Kyoto en 2014.